# Seznam osobností Boskovic
Toto je seznam rodáků a obyvatel Boskovic, případně osob žijících v Boskovicích.

## Archeologové
- Karel Absolon, badatel krasových oblastí Moravského a Jihoslovanského krasu, archeolog (Věstonická Venuše)
- Josef Augusta, profesor paleontologie na Přírodovědecké fakultě UK, paleontolog, mineralog, autor popularizačních knih
- František Lipka, amatérský archeolog, spjatý s oppidem Staré Hradisko
- Karel Snětina, lékař, amatérský archeolog, spjatý s oppidem Staré Hradisko

## Architekti
- Zdeněk Fránek, architekt
- Adam Gebrian, popularizátor architektury
- Arnošt Krejza, architekt

## Lékaři
- František Lipka, amatérský archeolog, spjatý s oppidem Staré Hradisko
- Karel Snětina, lékař, amatérský archeolog, spjatý s oppidem Staré Hradisko
- Abraham Albert Ticho, oční lékař. Vystudoval ve Vídni a od roku 1912 působil v Jeruzalémě, kde založil oční kliniku "Ticho house".

## Pedagogové
- Josef Augusta, profesor paleontologie na Přírodovědecké fakultě UK, paleontolog, mineralog, autor popularizačních knih
- Josef Bejček, profesor obchodního práva a děkan Právnické fakulty Masarykovy univerzity
- Petr Bílka, pedagog, ředitel výchovného ústavu ve Vídni, čestný občan
- Jaroslav Bránský, pedagog a spisovatel
- Oldřich Friš, indolog, UK Praha
- Otokar Chlup, pedagog, akademik
- Alois Slovák, ředitel semináře v Brně, buditel, iniciátor vzniku Mohyly míru
- Tomáš kardinál Špidlík, jezuitský teolog, specialista na spiritualitu křesťanského východu, profesor Papežské gregoriánské univerzity
- František Taufer, básník, prozaik a učitel

## Politici
- Josef Dobeš, ministr školství
- Jakub Dürr, politolog a diplomat
- Jiří Taufer, básník, překladatel a politický pracovník
- Jaromíra Vítková, zastupitelka Jihomoravského kraje

## Sportovci
- Soňa Boštíková, horolezkyně
- Yvetta Hlaváčová, reprezentantka ČR v dálkovém plavání a příležitostná modelka
- Jan Kolář, profesionální sportovec, hokejista
- Ladislav Maier, fotbalista

## Umělci
- Augustin Berger, původním jménem Ratzesberger, sólový tanečník, baletní mistr ND, působil ve Varšavě, Londýně, New Yorku
- Ivan Binar, spisovatel a překladatel
- Jaroslav Bránský, pedagog a spisovatel
- Max Eisler, historik umění
- František Fabiánek, sochař
- Josef Koudelka, fotograf
- Pavel Kosatík, novinář a spisovatel
- Mario Kubec, herec
- Otakar Kubín, malíř
- Jaroslav Maňas, divadelní režisér
- Jaroslava Maxová, operní pěvkyně
- Daniel Nekonečný, zpěvák
- Ladislav Ryšavý, překladatel
- František Řehořek, malíř
- Antonín Sychra, hudební vědec, estetik
- František Taufer, básník, prozaik a učitel
- Jiří Taufer, básník, překladatel a politický pracovník
- Hermann Ungar, německy píšící spisovatel židovského původu, nazýván moravským Kafkou
- Ivan Vojtěch, hudební vědec
- Kristýna Znamenáčková, klavíristka a učitelka hudby, boskovická obecní zastupitelka

## Ostatní
- Jaroslava Částková, účastnice českého protinacistického odboje, popravená nacistickým režimem
- Jan Chlup, zakladatel a budovatel 1. moravského ústavu pro tělesně postižené
- Zdeněk Koudelka, právník
- Robert Šlachta, policista
- David Uhlíř, právník

## Čestní občané
- Petr Bílka, pedagog, mecenáš a národní buditel
- Alois Jirásek, český prozaik, dramatik a politik
- Alois Krchňák, římskokatolický kněz a badatel v oblasti husitství
- Martin Strnad, trenér ledního hokeje, sportovec a pedagog
- Vincenc Ševčík, římskokatolický kněz a politik
- Tomáš Špidlík, katolický teolog, kněz, jezuita a kardinál